# Каганець Ігор Володимирович
І́гор Володи́мирович Кагане́ць (нар. 27 березня 1961, [де?]) — український науковець, письменник, засновник журналів «Перехід-IV» (1998) і «Гартленд» (2018), головний редактор екстремістського сайту «Народний Оглядач». Автор концепції «Тотальної освіти» (2012). Творче псевдо — Миро Продум.

## Життєпис
Здобув освіту в Івано-Франківському інституті нафти і газу. Працював завідувачем Лабораторії психоінформатики Науково-виробничого Центру з інформаційних проблем територій Інституту прикладних проблем механіки і математики ім.  Підстригача НАН України.
Протягом 1993—1994 років викладав спецкурс «Типологія Юнга» на факультеті журналістики Київського національного університету ім. Тараса Шевченка.
Науковим інтересом є модель переходу України та світу до постіндустріального суспільства.
З 1998 року — головний редактор журналу «Перехід-IV» (останній 13-й випуск журналу побачив світ у 2009 році).
З 1999 року — головний редактор сайту «Народний Оглядач», який починався як електронний додаток до журналу «Перехід-IV».

## Твори
Є автором книг:
- «Нація золотих комірців» (1994[6], повторне видання, 2008[7])
- «Психологічні аспекти в менеджменті» (1997)[8][9]
- «Арійський стандарт: Технологія переходу в Простір волі» (видавництво «Мандрівець», 2004, 2014)[10][9][11] Попри однакову назву, зміст книг, опублікованих у 2014 і 2004 роках, є різним.
- «Пшениця без куколю» (2006)[12][13]. Ця книга стала лідером читацьких симпатій конкурсу «Книжка року Бі-Бі-Сі 2006»[14][15]
- «Євангеліє Ісуса Хреста» (2017)

За мотивами книги «Арійський стандарт» знято документальний кінофільм «Арійський стандарт» (2010) телеканалу К1.
Публікувався в журналі «Країна», газеті «День», журналі Верховної Ради України «Віче». Активно публікується на сайті «Народний оглядач».
У 2021 році Ігор Каганець розпочав серію досліджень під загальною назвою «Політична зоологія [Архівовано 12 лютого 2022 у Wayback Machine.]».

## Літературні огляди
На думку автора, деякі книги Френка Герберта містять приховане «друге дно» і таємне послання нащадкам щодо формування народної держави – республіки громад – Великого Вулика:
- «Фільм і роман «Дюна» як війна людей і психопатів – три вибухові ідеї таємного послання Френка Герберта (+аудіо)
- «Вулик Геллстрома», «Дюна» і 10 принципів Джигаду – політичний проект Френка Герберта (+аудіо)

## Погляди
Найголовнішою реальністю нашого часу Каганець вважає прискорене розділення світу на два антагоністичні табори — два типи цивілізації, два світогляди, два способи життя, два суспільства — постіндустріальне та ультраіндустріальне. Причиною такого розділення вказується системна криза нинішньої індустріальної суспільно-економічної формації.

## Оцінки діяльності
Український історик Кирило Галушко характеризував Ігоря Каганця як вторинного псевдонауковця з групи тих, чиї праці спираються на «історично-фантастичні есеї Сергія Плачинди». На його думку, хоча Ігор Каганець прагне реабілітувати термін «арії» та критикує його нацистський сенс, зрештою він приходить саме до того трактування «аріїв», яке побутувало в Третьому рейху — лише асоціює «аріїв» зі слов'янами.